# Stenomacrus vafer
Stenomacrus vafer är en stekelart som först beskrevs av Holmgren 1858.  Stenomacrus vafer ingår i släktet Stenomacrus och familjen brokparasitsteklar. Inga underarter finns listade i Catalogue of Life.